# Nattlivstyranner
Nattlivstyranner är ett studioalbum från 1981 av Snowstorm, under det tillfälliga gruppnamnet "New Snowstorm".

## Låtlista
1. Lämna mig inte ensam
2. Streetwalker
3. Första Gången
4. Stanna upp
5. Silverdröm
6. Stjärnorna
7. Nattlivstyranner
8. Rom & rosor
9. Allting é teater
10. Rock'n roll Star

## Listplaceringar
| Lista (1981) | Topplacering |
| ------------ | ------------ |
| Sverige      | 34           |

### Fotnoter
1. ↑  ”Nattlivstyranner”. Svensk mediedatabas. 26 februari 1981. http://smdb.kb.se/catalog/id/001887770. Läst 21 augusti 2014.
2. ↑  ”Nattlivstyranner”. Swedishcharts. 26 februari 1981. http://swedishcharts.com/showitem.asp?interpret=New+Snowstorm&titel=Battlivstyranner&cat=a. Läst 21 augusti 2014.